# Eretmapodites jani
Eretmapodites jani är en tvåvingeart som beskrevs av Rickenbach och Lombrici 1975. Eretmapodites jani ingår i släktet Eretmapodites och familjen stickmyggor.
Artens utbredningsområde är Kamerun. Inga underarter finns listade i Catalogue of Life.